# Saint-Martin-d'Ardèche
Saint-Martin-d'Ardèche là một xã ở tỉnh Ardèche, vùng Auvergne-Rhône-Alpes ở đông nam nước Pháp.

## Dân số
| 1962                                            | 1968 | 1975 | 1982 | 1990 | 1999 |
| ----------------------------------------------- | ---- | ---- | ---- | ---- | ---- |
| 343                                             | 365  | 336  | 380  | 537  | 642  |
| Starting in 1968: Population without duplicates |      |      |      |      |      |